# Николай Гогол
Николай Василиевич Гогол (на руски: Николай Васильевич Гоголь; на украински: Микола Васильович Гоголь) е руски писател от украински произход. Признат класик на руската литература. Наричан е баща на руската проза. Най-известната му творба е романът Мъртви души, разглеждан от мнозина като първия модерен руски роман.

## Биография и творчество
Роден е на 1 април 1809 г. (стар стил 20 март 1809) в семейното имение в местечко Сорочинци (днес село Большие Сорочинцы), край град Полтава, днес в Украйна. Рожденото му име е Николай Василиевич Яновский. Според семейна легенда, фамилията Гогол произлиза от стар украински казашки род, потомък на известния казак Остап Гогол, който е бил хетман на Дяснобрежна Украйна през XVII век. Въпреки че дядото на Гогол, Афанасий Демянович Гогол-Яновски (1738 – 1805), е записал в официален документ, че „неговите предци са с фамилия Гогол и са поляци“, повечето биографи са склонни да вярват, че той все пак е малорусин (украинец).
Бащата на Гогол, Василий Афанасиевич Гогол-Яновски (1777 – 1825), умира, когато Николай е на 15 години. Бащата е образован и благороден човек, забележителен разказвач, писал пиеси за домашния театър. Смята се, че последното определя интереса на бъдещия писател към театъра. Майката на Гогол, Мария Ивановна (1791 – 1868), се омъжва на 14-годишна възраст за два пъти по-възрастния Василий. Освен Николай (който е третото дете), в семейството има още единадесет деца.
През 1828 г., твърдо решен да стане писател, Гогол отива да живее в Санкт Петербург. Там той се издържа сам. Въпреки че се интересува от литература, мечтае да стане добър актьор. Обаче столицата на Русия не приветства с отворени обятия младия писател и първата му творба от 1829 г. се оказва пълен провал.
Гогол сътрудничи в алманасите Северные цветы и Литературная газета, като така е въведен в приятелския кръг на Александър Сергеевич Пушкин. Голям успех му донася сборникът „Вечери в селцето край Диканка“, описващ традиционния бит и нрави в украинско който предизвиква възторжени отзиви от водещи фигури в руските литературни среди, като поета Александър Пушкин и критика Висарион Белински. След като се проваля като помощник-лектор по световна история в Санктпетербургския институт, решава да се отдаде изцяло на писането. През януари 1835 година издава сборника с есета и повести „Арабески“, включващ „Портрет“, „Невски проспект“ и „Записки на един луд“, който няма голям успех.
В продължение на няколко години след публикуването на успешната първа част на романа „Мъртви души“ Гогол пътува в Западна Европа, опитвайки се да работи върху негово продължение, като изглежда коренно променя своя мироглед в консервативна и религиозна посока. В сборника под формата на писма до свои читатели той се опитва да представи тези промени. Излизането на „Избрани места“ е посрещнато с шумна изненада в руските литературни среди, като много почитатели на „Мъртви души“, сред които и известният критик Висарион Белински обвиняват Гогол в превръщането му в панегирист на назадничавите нрави. Самият Гогол изглежда остава потресен от тази реакция и не публикува нищо до края на живота си шест години по-късно.
Умира на 4 март 1852 г. от крайно физическо изтощение, защото се опитва чрез гладуване „да изгони дявола от себе си“, и е погребан в гробището на Новодевическия манастир. Последните му думи са: „Ще се смея през сълзи.“
Ролята на писателя в съвременната световна култура е огромна.

## Литературни произведения
- Вечер преди Иван Купала. (Вечери в селцето край Диканка) 1830
- Вий. (Миргород) 1833 – 1842
- Женитба. 1833 – 1841
- Омагьосано място. (Вечери в селцето край Диканка) 1829 – 1830
- Записки на един луд. 1834
- Иван Фьодорович Шпонка и леля му. (Вечери в селцето край Диканка) 1831
- Майска нощ, или Удавница. (Вечери в селцето край Диканка) 1829 – 1831
- Мъртви души. 1835 – 1841
- Невски проспект. 1833 – 1834
- Нос (1836)
- Шинел
- Нощ преди Коледа. (Вечери в селцето край Диканка) 1830
- Повест за това как се сбиха Иван Иванович и Иван Никифорович (Миргород) 1833
- Портрет. 1833 – 1834, 1842
- Предисловие. (Вечери в селцето край Диканка) 1831
- Ревизор. 1836
- Сорочинският панаир. (Вечери в селцето край Диканка) 1829 – 1831
- Старосветски помещици. (Миргород) 1832
- Страшната мъст. (Вечери в селцето край Диканка) 1832
- Тарас Булба. (Миргород) 1833 – 1842
- Каляска. 1836
- Избрани места от кореспонденцията с приятели. 1846